# Burnt by the Sun
A Burnt by the Sun amerikai grindcore/mathcore/metalcore együttes volt New Jerseyből. 1999-ben alakultak. A Burnt by the Sun zenekart a Human Remains dobosa, Dave Witte, John Adubato gitáros, Mike Olender énekes, és Ted Patterson basszusgitáros alapította. Első kiadványuk egy 2000-es split lemez volt, amelyet a Ferret Records jelentetett meg. Ez felkeltette a Relapse Records figyelmét és leszerződtette az együttest. Első nagylemezük 2001-ben jelent meg. A zenekar 2009-ben feloszlott, majd 2011-ben újra összeállt. A Burnt by the Sun egy 1994-es orosz film címe is, innen kapta az együttes a nevét. 2000-es split lemezüket a Ferret Records adta ki, a többi lemezüket viszont a Relapse Records jelentette meg. Olender, Alubato és Witte 2016-ban új együttest alapított River Black néven. 

## Tagok
- Mike Olender - ének (1999-2004, 2007-2011)
- John Adubato - gitár (1999-2011)
- Nick Hale - gitár (2007-2011)
- Dave Witte - dob (1999-2004, 2007-2011)
- Ted Patterson - basszusgitár (1999-2011)

## Diszkográfia
- Burnt by the Sun/Luddite Clone Split (2000)
- Burnt by the Sun (2001)
- Soundtrack to the Personal Revolution (2002)
- The Perfect is the Enemy of the Good (2003)
- Burnt by the Sun/Burst Split (2003)
- Live from the Relapse Contamination Festival (koncertalbum, 2004)
- Burnt by the Sun/Car Bomb Split (2007)
- Heart of Darkness (2009)